# Ginaldia diminuta
Ginaldia diminuta är en fjärilsart som beskrevs av Paul Dognin 1911. Ginaldia diminuta ingår i släktet Ginaldia och familjen tandspinnare. Inga underarter finns listade i Catalogue of Life.